# バルバラ・ブロムベルク

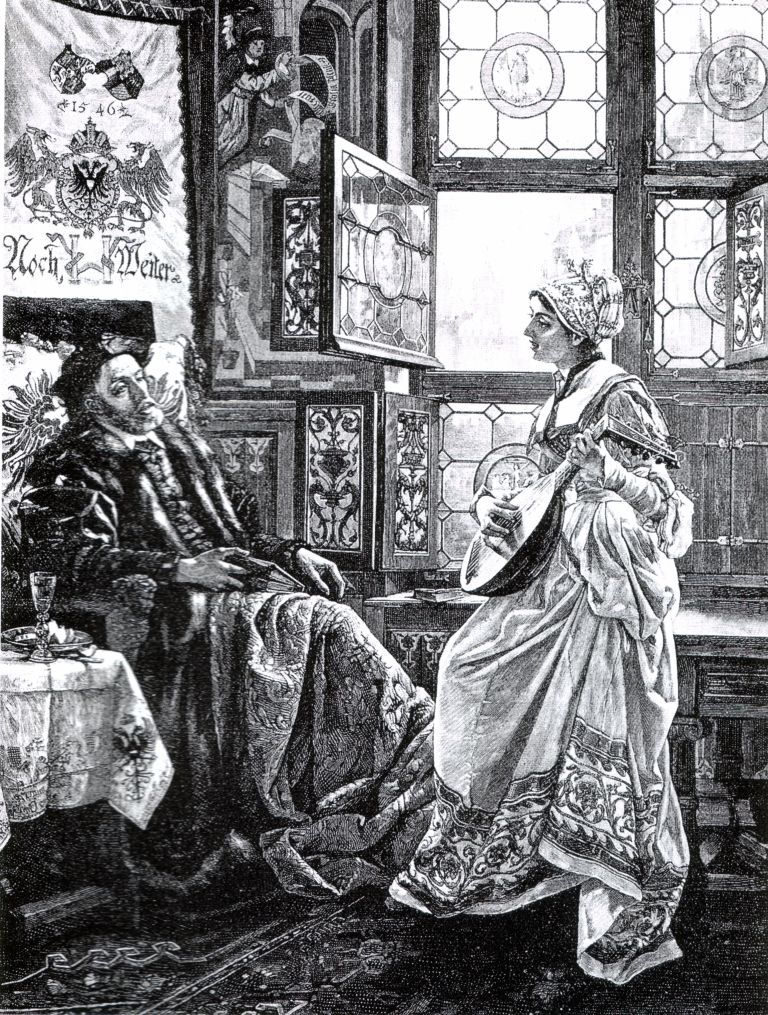
バルバラとカール5世（1894年の版画）

バルバラ・ブロムベルク（Barbara Blomberg：1527年 - 1597年12月18日）は、神聖ローマ皇帝カール5世（兼スペイン王カルロス1世）の愛人で、ドン・フアン・デ・アウストリアの母。

## 生涯
出自は貴族の令嬢から、商人・職人の娘と様々に言われ、はっきりしていない。先祖はニーダーバイエルンの住人とされている
カール5世の寵愛を受け、1547年にジェロニモ（ドン・フアンの幼名）を出産したと推定される（日時場所とも不明）。ジェロニモはその後カールの配慮もあり、養父母のもとで育つ。以後バルバラは実の息子にほとんど関心を示ささず、爛れた生活を送る。
後にドン・フアンがレパント海戦をはじめ数々の武名を馳せるようになると、バルバラはむしろ多額の年金を要求するようになり、思い通りにならなければ、ドン・フアンは皇帝の息子でないと言い出す始末であった。なおドン・フアンはカール5世には似ておらず、結局のところ彼の父は不明である。
ドン・フアンの死後はスペインの聖セブリアン・マソーテ修道院で余生を送り、1597年に70歳で死去。遺骸はモンテ・テ・アノ修道院の聖セバスティアン教会に埋葬された。

## 関連
- カール・ツックマイヤー － 彼女を題材にした戯曲を書いた。